# 4847 Amenhotep
4847 Amenhotep este un asteroid din centura principală, descoperit pe 24 septembrie 1960 de Cornelis van Houten și Tom Gehrels.